# Heiko Schwartz
Heiko Garrelt Christian Schwartz (Norden, 21 settembre 1911 – Sennestadt, 29 ottobre 1973) è stato un pallanuotista tedesco, vincitore di una medaglia d'argento all'olimpiade di Los Angeles 1932.